# 池岡星香
池岡 星香（いけおか せいか、1995年11月13日 - ）は、日本のモデル、タレントである。ワタナベエンターテインメント名古屋事業本部がマネジメントしている。
愛知県名古屋市出身。D-BOYSのメンバー池岡亮介は実兄である。

## 経歴
1995年11月13日、生まれる。
2008年4月1日、名古屋市立千種台中学校入学。在学中はバレーボールにいそしむ。名古屋市総体で第1位になったこともある。
2011年4月1日、名古屋市立工芸高等学校入学。名古屋の情報誌やイベントでモデルとして活動。	
2014年4月1日、金城学院大学に入学。大学4年時の2017年4月からTBSの『ひるおび』やRadio NEOのラジオ番組に出演するなど、タレントとして活動し、2017年秋にミス・ユニバース・ジャパン愛知大会で出場して準グランプリに選出された。2018年に小学館『ビッグコミックスピリッツ』12号の表紙と巻頭で水着姿を始めて披露した。
2018年3月31日、金城学院大学を卒業。

## 人物
血液型A型。趣味は映画鑑賞とインテリアコーディネートで、10年間続けた水泳とピアノ、4年間続けたダンス、3年間続けたバレーボールをそれぞれ特技とする。普通自動車第一種運転免許のほか、東京商工会議所が実施するカラーコーディネーター検定試験3級（現・スタンダードクラス）、公益財団法人日本パラスポーツ協会が認定する公認3級障がい者スポーツ指導員（現・公認初級パラスポーツ指導員）の資格を保有する。
佐々木希を目標とする人物に挙げている。

## 出演

### テレビ番組
- ひるおび（2017年4月 - 2020年9月、TBS） - 「ひるおび!天気」木曜・金曜担当キャスター
- MAG!C☆PRINCE 大城光のMAG!C☆MUS!C（2017年4月 - 、CBCテレビ） - アシスタントMC
- 前略、大とくさん（2018年10月7日 - 2020年9月27日、中京テレビ） - お天気お姉さん（隔週）
- 翔べ!工業高校マーチングバンド部〜泣き虫先生が僕らに教えてくれたこと〜（2020年4月4日、中京テレビ） - エアポートウォーク名古屋でのイベントのMC役
- まじつり（2020年4月 - 、CAC）

### ラジオ番組
- Saturday Hill's NEO!! ～土曜の昼はレディオ・ネオ～（2017年4月1日 - 2017年8月26日、Radio NEO）
- OH! MY SATURDAY!（2017年9月2日 - 2019年12月28日、Radio NEO） - アシスタントパーソナリティ
- SUNNY（2017年10月3日 - 2018年3月27日、Radio NEO） - 火曜パーソナリティ
- MUSIC GARAGE from NTP-ark（2018年4月3日 - 2019年12月24日、Radio NEO） - 火曜パーソナリティ
- Beat Around 834 サテライトFLASH（2020年4月 - 、 メディアスエフエム）
- デラスキッパーズと池岡星香のデラサタ834（2020年10月 - 、メディアスエフエム）

## 出版

### 写真集
- 唐木貴央『Seika』ワニブックス、2019年1月12日。ISBN 978-4-8470-8181-1。